# Principato di Anhalt-Harzgerode
Il Principato di Anhalt-Harzgerode fu uno stato membro del Sacro Romano Impero. Esso venne creato nel 1635 a seguito della divisione dell'Anhalt-Bernburg con Federico, uno dei figli minori di Cristiano I di Anhalt-Bernburg come primo principe. La morte del figlio del Principe Federico, Guglielmo, nel 1709 portò all'estinzione della famiglia regnante e l'Anhalt-Harzgerode venne riunito all'Anhalt-Bernburg.

## Principi di Anhalt-Harzgerode
- Federico 1635-1670
- Guglielmo Ludovico 1670-1709

 il Principato passa all'Anhalt-Bernburg